# Rezerwat przyrody Jaskinia Niedźwiedzia

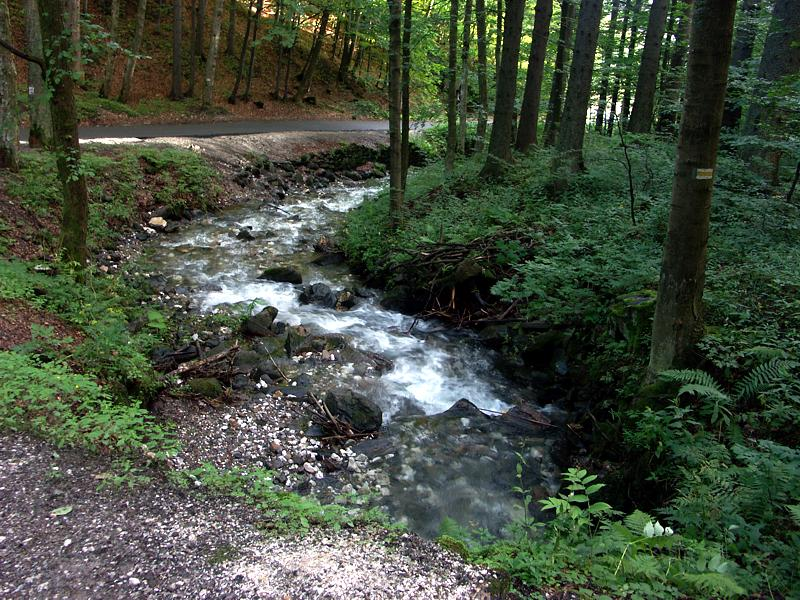
Kleśnica na terenie rezerwatu

Rezerwat przyrody „Jaskinia Niedźwiedzia” – rezerwat przyrody nieożywionej w południowo-zachodniej Polsce, w Masywie Śnieżnika, w Sudetach Wschodnich, w województwie dolnośląskim. Utworzony został wokół Jaskini Niedźwiedziej dla ochrony samej jaskini oraz występujących w jej sąsiedztwie zjawisk krasowych.

## Położenie
Rezerwat położony jest w Sudetach Wschodnich, w północno-zachodniej części Masywu Śnieżnika, na zachodnim i północno-zachodnim zboczu wzniesienia Stroma i górnej części doliny Kleśnicy, na terenie Śnieżnickiego Parku Krajobrazowego, w gminie Stronie Śląskie, około 2,5 km na południe od miejscowości Kletno.

## Charakterystyka
Jest to rezerwat geologiczny, objęty ochroną czynną, położony na wysokości od 725 do 1025 m n.p.m., granicami obejmuje dolną część zachodniego i północno-zachodniego zbocza Stromej, oraz górną część doliny Kleśnicy.
Rezerwat został utworzony w 1977 roku Zarządzeniem Ministra Leśnictwa i Przemysłu Drzewnego, na powierzchni 89,05 ha. 2 stycznia 2023 roku jego powierzchnia została rozszerzona do 233,4 ha. Został utworzony dla zachowania i ochrony Jaskini Niedźwiedziej z bogatą szatą naciekową i znaleziskami kostnymi zwierząt plejstoceńskich, zjawisk krasowych występujących w pobliżu oraz ochrony ciekawych i rzadkich gatunków chronionych oraz naturalnych zbiorowisk roślinnych – m.in. drzewostanu bukowego i świerkowego z interesującymi gatunkami roślin runa leśnego i rzadkimi gatunkami roślin wokół jaskini.
Obszar rezerwatu obejmuje najciekawszą w całych Sudetach Wschodnich partię Masywu Śnieżnika, gdzie występują zjawiska krasowe z najcenniejszą częścią jaką jest Jaskinia Niedźwiedzia we wnętrzu wzniesienia Stroma, oraz wyrobiska nieczynnych kamieniołomów marmuru. Podłoże rezerwatu tworzą skały metamorficzne, łupki łyszczykowe, które występują w Masywie Śnieżnika, oraz zmetamorfizowane należące do metamorfiku Lądka i Śnieżnika – marmury kalcytowe i dolomitowe, występujące w postaci soczew oraz łupków łyszczykowych. W dolinie Kleśnicy w skałach wapiennych zachodzą zjawiska krasowe, w wyniku których powstały jaskinie i szczeliny. Przykładem jest Jaskinia Niedźwiedzia z dobrze rozwiniętą szatą naciekową. Ze względu na brak przemysłu, zanik rolnictwa i ograniczenie gospodarki leśnej, następuje naturalne zalesienie, które w niektórych fragmentach rezerwatu może być postrzegane jako „dzikie”. Warunki w niezniszczonym krajobrazie stwarzają możliwość występowania wielu gatunków roślin i zwierząt, co jeszcze bardziej podkreśla walory rezerwatu.

## Flora
Powierzchnię leśną rezerwatu tworzy głównie dolnoreglowy bór świerkowy z udziałem jodły, modrzewia, buka i jawora, zakwalifikowany do boru wysokogórskiego. Lasów tego typu zachowało się w Sudetach bardzo niewiele. Oprócz lasów świerkowych zachowały się tu dwie odmiany buczyny: żyzna buczyna sudecka i kwaśna buczyna górska.
Flora obszaru rezerwatu jest niezwykle bogata i interesująca. W runie występują m.in. rośliny wapieniolubne, jak tojad sudecki (smukły), ostróżka wyniosła, driakiew lśniąca, sesleria tatrzańska i inne. W podszycie z ciekawszych roślin chronionych występuje, kwitnący wczesną wiosną wawrzynek wilczełyko, bluszcz pospolity, barwinek pospolity, marzanka wonna, widłak jałowcowaty, widłak wroniec. W dolinie Kleśnicy dominują monokultury świerkowe.
Rezerwat odznacza się dużym bogactwem roślin z rodziny storczykowatych. Na terenie rezerwatu oraz wokół niego występuje jedna z największych populacji kukułki Fuchsa w regionie, liczącej setki kwitnących osobników. Oprócz niej występuje tu: kruszczyk szerokolistny, kruszczyk rdzawoczerwony (jedyne stanowisko na terenie parku krajobrazowego), buławnik wielkokwiatowy, kukułka szerokolistna. W bezpośredniej okolicy swoje jedyne sudeckie i dolnośląskie stanowiska ma storczyk kukawka i wyblin jednolistny.
Flora grzybów jest stosunkowo słabo zbadana, jednak na terenie żyznej buczyny stwierdzono występowanie rzadkiej i chronionej soplówki bukowej.

## Fauna
Fauna rezerwatu jest stosunkowo bogata. Zaznacza się tutaj udział wielu gatunków sudeckich, jak i karpackich, a także mezoalpejskich. Do najcenniejszych należą endemity i relikty bezkręgowców, szczególnie przedstawicieli fauny jaskiniowej. W czystych wodach Kleśnicy żyje pstrąg potokowy, minóg strumieniowy i głowacz. Na stokach górskich występuje żmija zygzakowata, zaskroniec, padalec. Z ptaków występuje bocian czarny, jarząbek, cietrzew, głuszec, puchacz, dzięcioł trójpalczasty, czeczotka, pluszcz. Ze ssaków występuje: borsuk, gronostaj, lis, sarna, wiele gatunków nietoperzy, popielica, orzesznica, koszatka leśna, dzik, muflon. W ostatnich latach okresowo pojawia się niedźwiedź brunatny. Dużą atrakcję stanowi stado kozic, które zimą można obserwować w okolicach Jaskini Niedźwiedziej. Jaskinia Niedźwiedzia stanowi naturalne zimowe schronienie dla licznych gatunków nietoperzy, w tym podkowca małego, nocka dużego, nocka orzęsionego i mopka zachodniego.

## Turystyka
Przez rezerwatu prowadzi szlak turystyczny
- żółty – fragment prowadzący z Hali pod Śnieżnikiem do Stronia Śląskiego przechodzi przez dolną część rezerwatu.